# Bangor (stacja kolejowa w Irlandii Północnej)
Bangor (ang: Bangor railway station) – stacja kolejowa w miejscowości Bangor, w hrabstwie Down, w Irlandii Północnej. Znajduje się na linii Belfast – Bangor. 
Stacja jest zarządzana i obsługiwana przez NI Railways.

## Historia
Stacja została otwarta przez Belfast and County Down Railway w dniu 1 maja 1865 roku. Zamknięta dla ruchu towarowego została dniu 24 kwietnia 1950 roku.

## Linie kolejowe
- Belfast – Bangor